# 三島神社 (四国中央市)

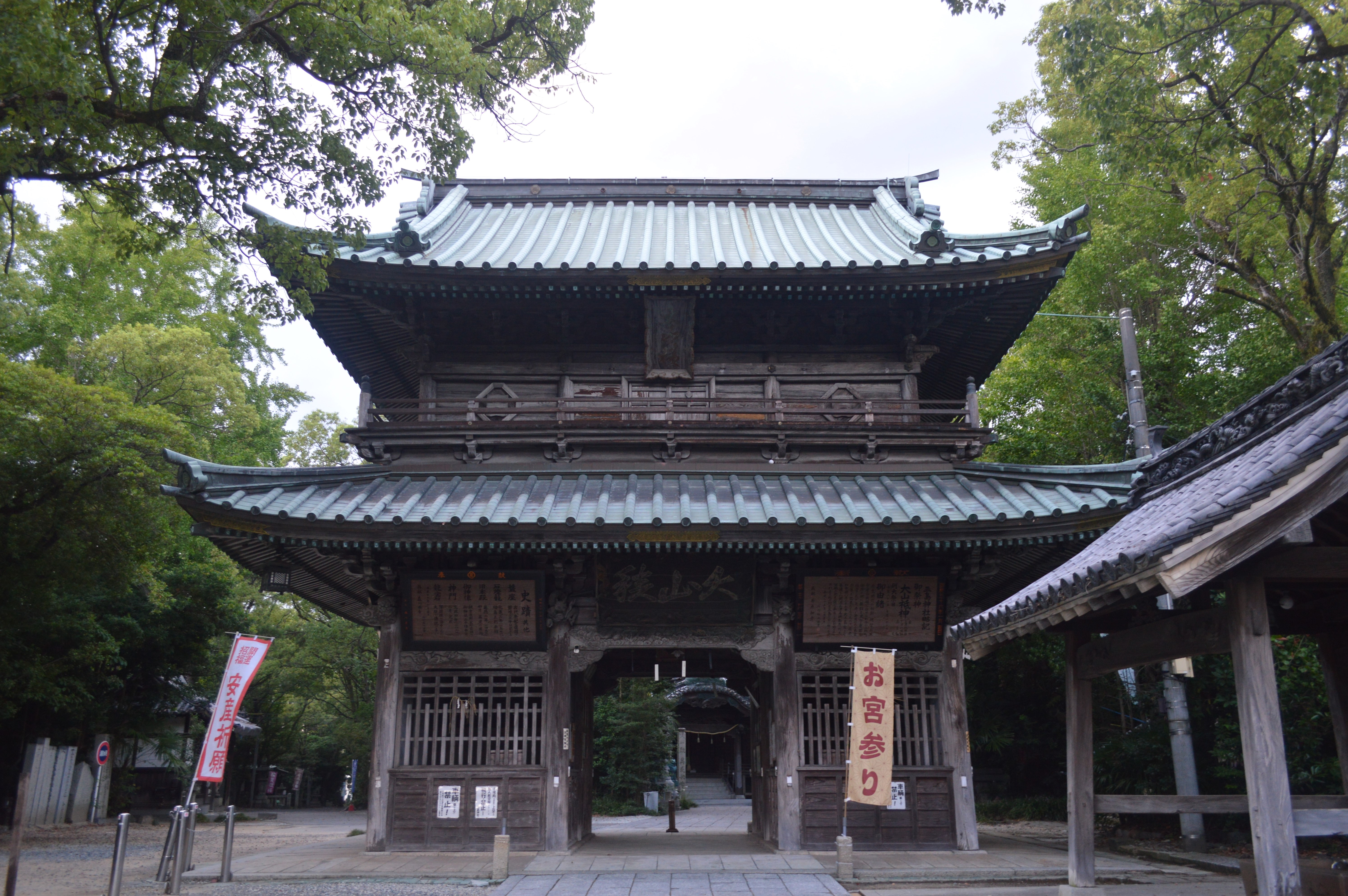
随神門

三島神社（みしまじんじゃ）は、愛媛県四国中央市三島宮川1丁目1番53号にある神社である。

## 祭神
- 大山祇神
- 高龗神、上津比咩神、下津比咩神、雷神

## 歴史

### 創建
奈良時代初期、越智玉澄が宇摩の大領に任じられ、上柏町御所に新館を建て住し、毎月大山祇神社（愛媛県今治市大三島町）に参詣していたが、年老い出来なくなったので、養老4年旧8月23日に大山祇神社の神霊を八綱浦三津名岬加茂川上冠岡の地に勧請したのが始まり。養老4年（720年）に三島神社が創建された。

### 中世
延徳2年（1490年）、旧本殿が造営された。

### 近世
文政4年（1821年）8月、随神門が建造された。

### 近代
1890年（明治23年）には社殿が再建された。

### 現代
1962年（昭和37年）4月1日、旧本殿と随神門が伊予三島市指定文化財に指定された。

## 祭事
- 三島港祭り - 7月23日から7月25日
- 秋祭り - 10月21日から10月23日

## 境内

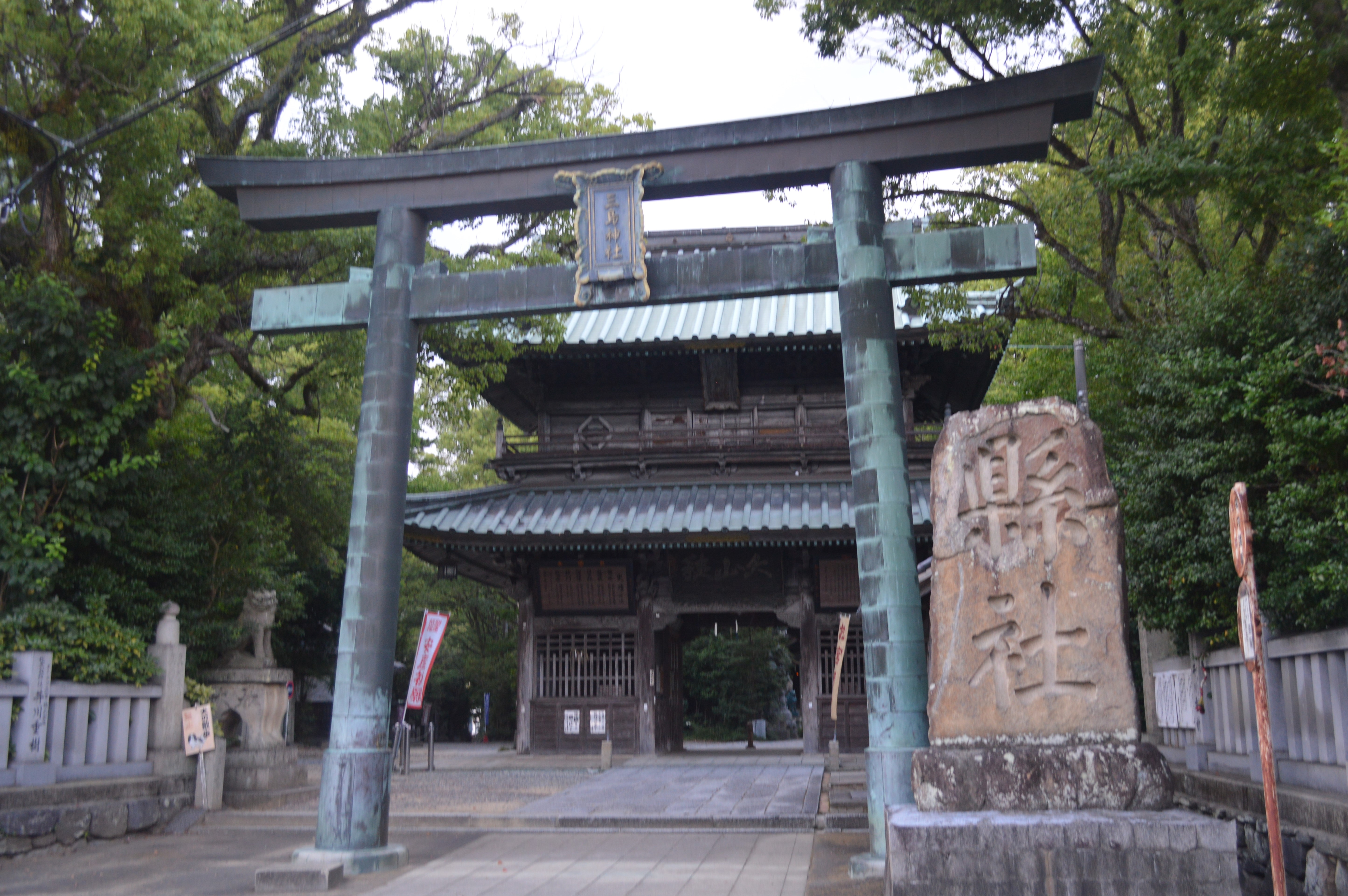
鳥居

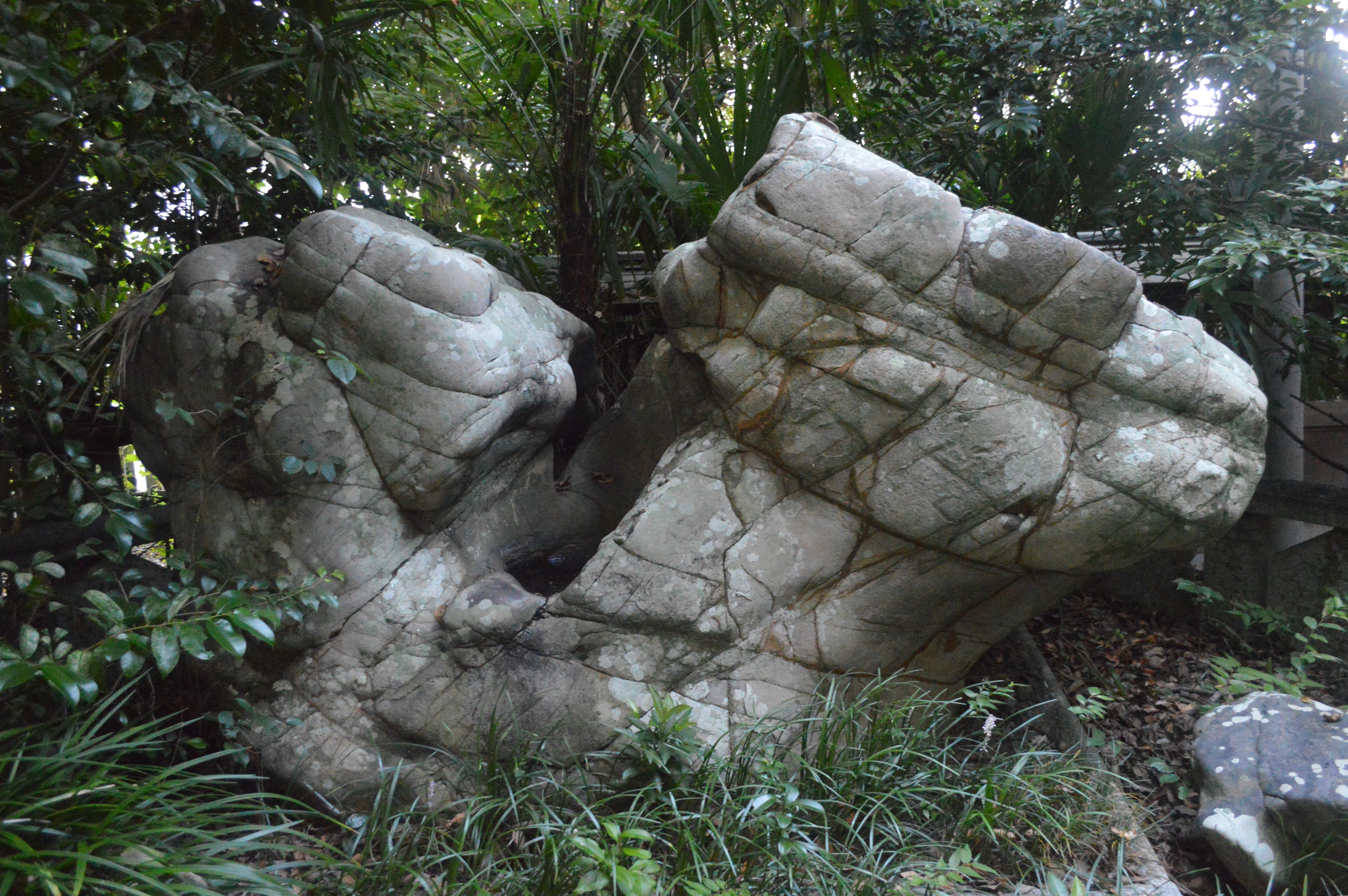
龍宝石

神域は約8300m2。
- 拝殿
- 随神門
- 旧本殿
- 鳥居

### 境内摂社
- 春日神社
- 天神社
- 諸山積神社

その他多数

### 社宝
- 磐座：古代祭祀の遺蹟[1]。
- 石燈籠：元亀2年（1571年）に福島正則によって奉納された[1]。
- 御神像：鎌倉後期から室町前期の二十体[1]。
- 龍宝石：予讃境の海中にあった伝説の石[1]。

## 文化財

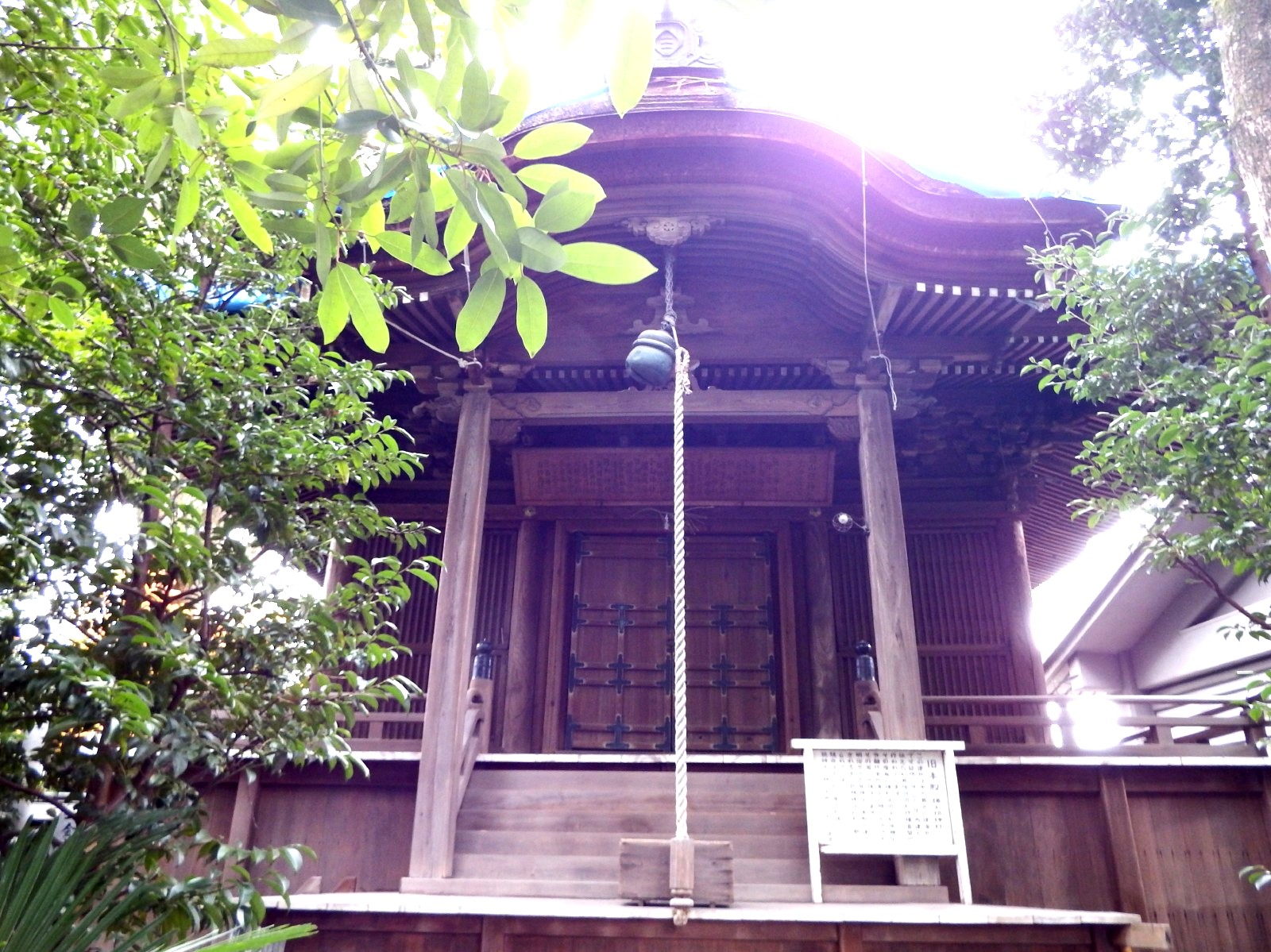
旧本殿

### 四国中央市指定有形文化財
- 旧本殿 - 桧皮葺、入母屋造3間×2間、廻縁を三方につけ、正面に唐破風付き向拝。社伝によると延徳2年（1490年）に建立され、1902年（明治35年）に現本殿ができるまでは本殿であった[2]。伊予三島市最古の木造建造物である[2]。1985年（昭和60年）に解体修理復元された。1962年（昭和37年）4月1日指定[2]。
- 随神門 - 三間一戸、重層、折衷様式。文化13年（1816年）に神門の再建計画が浮上し、文政4年（1821年）8月に上棟式を行ったが、完成したのは文化13年（1830年）のことである[2]。完成時には讃岐国の金刀比羅宮大門に次ぐ規模の楼門とされた[2]。もとは本瓦葺であり、1978年（昭和53年）に銅板葺に改められた。1962年（昭和37年）4月1日指定[2]。
- 福島正則奉納石灯籠 - 磐座の境内にある石灯籠。元亀2年（1571年）に福島正則によって奉納されたと伝わるが、実際には江戸時代前期のものとされる[3]。1962年（昭和37年）4月1日指定[2]。

（参照）四国中央市指定史跡
- 玉澄塚 - 上柏町柑子の本248。元は玉澄神社が祀られていたが、1909年（明治42年）に滝神社に合祀された。この地には越智玉興・玉澄の館があり「御所」と呼ばれ、玉澄亡き後、「御所大明神」として祀っていた。現在、玉澄の御座置石、板石、鳥居の台石などが残されている。1985年（昭和60年）5月17日指定。

## 交通アクセス
- JR予讃線伊予三島駅より徒歩約15分。
- せとうちバス三島港または御旅所停留所より徒歩約2分。